# Syntetická média
Pod pojem syntetická média patří taková média a virtuální realita, jež utváří umělá inteligence. Je možné setkat se také s názvem deepfake, ten však ale nevystihuje pojem syntetická média v celé své podstatě. Syntetická média jsou univerzálním výrazem pro veškerou umělou produkci, která manipuluje daty a médii za pomocí algoritmů s cílem mást nebo vytvořit falešné informace. Syntetická média jako obor rychle rostla od vytvoření generativních, kontradiktorních sítí, které navrhl Ianem Goodfellowem v roce 2014. Tyto sítě umožnily umělým inteligencím generovat nový obsah (hudbu, text, obraz) na základě získaných skutečných dat. Takto vytvořený obsah se na první pohled jeví jako skutečný, vytvořený reálným člověkěm. Velkou pozornost ve světě syntetických médií vyvolala zpráva z roku 2017, kterou zveřejnila mediální společnost Vice Media, která tvrdila, že umělá inteligence dokáže vytvořit pornografická videa ve kterých účinkují celebrity a veřejně známé osobnosti. Vice Media je americká mediální společnost, která byla založena v roce 1994 jako kanadský punkový časopis. Od té doby se rozrostla a stala se jednou z nejvýznamnějších médií pro mladé publikum, nabízející obsah v oblasti zpráv, dokumentárního filmu, kultury, životního stylu a dalších témat. Mezi největší potenciální hrozby syntetických médií patří šíření falešných zpráv a v důsledku toho nastane situace, že falešné zprávy a toho, že tyto zprávy znehodnotí práci skutečných médií a novinářů, protože dojde k masové nedůvěře společnosti vůči těmto zdrojům.

## Historie

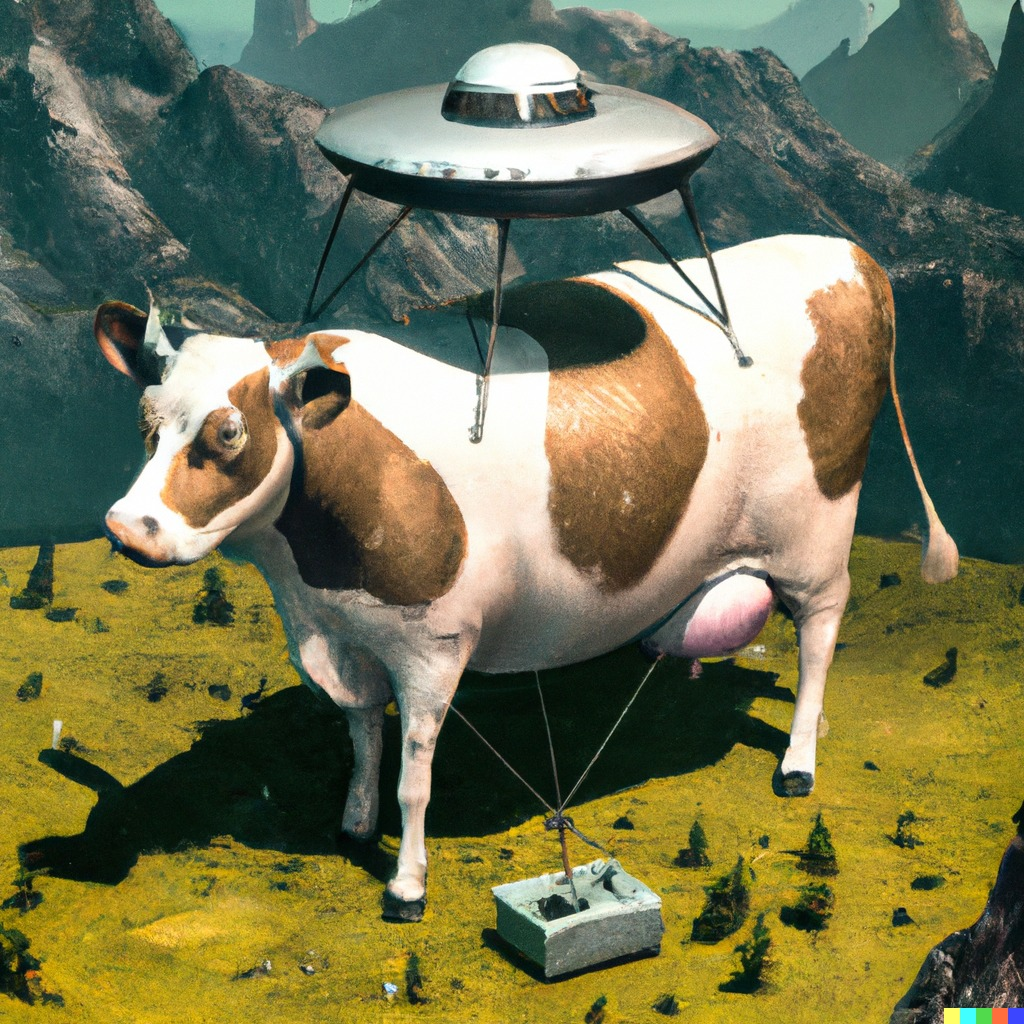
Obrázek vytvořený umělou inteligencí na DALL-E

Syntetická média jako proces automatizovaného umění pocházejí ze starověkého Řecka, kdy vynálezci jako Daidalos nebo Héron Alexandrijský navrhli stroje schopné psát text, generovat zvuky nebo přehrávat hudbu.
Tradice zábavy založené na automatech, které dokázaly pobavit publikum svou zdánlivou schopností napodobovat lidskou kreativitu přitahovaly davy po celé Evropě, Číně nebo v Indii. Navzdory technickým možnostem těchto strojů nebyl žádný z nich schopen generovat originální obsah, a byl tak zcela závislý na své mechanické konstrukci a předem daném nastavení.  Konkrétními příklady takových automat, které fungovaly bez zásahu člověka, ale přesto nevytvářely originální obsah jsou například: píšťalový stroj Hydraulis - tento stroj byl složen z píšťal a trubek a byl napojen na systém vodních nádrží. Stroj byl schopen vytvářet hudbu automaticky a bez lidského zásahu nebo Peacock Clock  - tento automat byl vyroben ve středověkém Anglii a byl složen z mechanismu hodin a pohyblivých figurín. 

### Milníky vývoje syntetických médií
- 1956 Workshop[13] na Darmouth College  - tato událost se týkala využití moderních technologií v umění a kreativitě.
- 1957 První počítačem vytvořená skladba Illiac Suite[14] pro smyčcové kvarteto.
- 1960 Ruský výzkumník R. Kh. Zaripov[15] publikoval celosvětově první článek o algoritmickém skládání hudby pomocí počítače Ural-1
- 1965 Vynálezce[16] Ray Kurzweil uvedl klavírní skladbu vytvořenou počítačem, Tento počítač byl schopen rozpoznávat vzory v různých skladbách. Poté dokázal pomocí analýzy těchto skladeb vytvořit nové melodie.
- 1989 Americký psycholog a vědec Peter Todd[17] vytvořil počítačovou síť, která byla schopná tvořit nové skladby pomocí uložených údajů.
- 2014 Výzkumník Ian Goodfellow[3] a jeho kolegové vyvinuli generativní kontradiktorní síť (GAN).

## Druhy syntetických médií

### Deepfake
Nejkontroverznější druh syntetických médií je deepfake. Jedná se o obsah, který kompromituje určitou osobu. Takový počítačový algoritmus dokáže použít tvář existující osoby a graficky ji přidělat na kterékoli video. Jedná se o eticky nepřijatelný materiál, který poškozuje danou osobu.

### Syntéza audiovizuálního obsahu
Tvorba digitálního audiovizuálního obsahu byla v minulosti doménou programátorů a umělců. Současné automatizované expertní systémy dokáži takový obsah tvořit samy, na základě požadavků, které jsou jim zadány. Mnoho dnešních filmů využívá počítačově generované obrazy.

### Umění umělých inteligencí
Existuje mnoho programů a aplikací, které jsou schopné vytvářet umělecká díla podle zadaných klíčových slov. Jedním z nejznámějších je DALL-E,  model strojového učení vyvinuté společností OpenAI pro generování digitálních obrazů na základě popisů. Tento systém je schopen generovat obrázky na základě popisu v jazyce přirozeného jazyka. DALL-E je jedním z nejvýkonnějších generativních modelů současnosti a má velký potenciál v oblastech, jako jsou design, animace a kreativní umění.

### Tvorba textu
Systémy, které dokáží vytvořit lidský hlas, mají široké využití v Smart technologiích. Konkrétně se jedná o virtuální asistenty jako jsou Siri a Alexa. Virtuální asistenti, jako jsou Siri a Alexa, jsou AI (umělá inteligence) software, který pomáhá lidem vykonávat různé úkoly prostřednictvím hlasového ovládání. Tyto asistenti jsou integrováni do chytrých telefonů, reproduktorů a dalších zařízení a umožňují uživatelům vyhledávat informace, ovládat svá zařízení, streamovat hudbu, předpovídat počasí a mnoho dalšího.

### Syntéza interaktivních médií
Média vygenerovaná umělou inteligencí lze použít k vývoji hybridního grafického systému, který by bylo možné použít ve videohrách, filmech a virtuální realitě. Tyto AI generovaná média mohou být použita k vytvoření animací, textur, postav a dalších elementů, které se následně mohou použít v hybridních grafických systémech.
Mezi nejznámější společnosti, které tato média využívají, se řadí například:
- Nvidia Corporation: Tato společnost se specializuje na vývoj a dodávky hardware a software pro počítačovou grafiku a AI.
- Unity Technologies: Tato společnost vyvíjí platformu pro vývoj videoher a virtuální reality, která umožňuje využívat AI generovaná média.
- Unreal Engine: Tato platforma pro vývoj videoher a virtuální reality nabízí funkce pro využití AI generovaných médií.